# Neopaganesimo

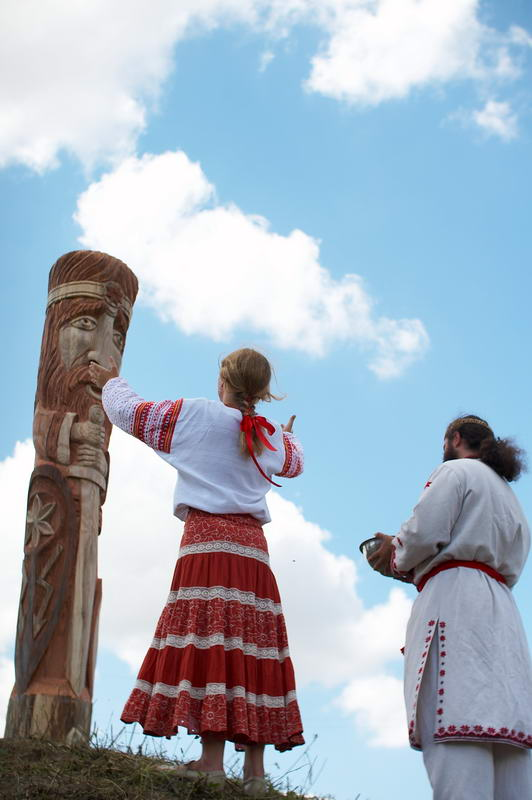
Rodnovari ucraini offrono il loro culto al dio Perun, oblast' di Ternopil'.

Neopaganesimo, neo-paganesimo o paganesimo moderno è un termine categoriale che raggruppa un insieme di religioni, tradizioni e movimenti spirituali eterogenei, i quali si ispirano alle religioni pagane praticate nell'età antica in Europa e nel Medio Oriente. Alcuni studiosi fanno rientrare tali religioni nel novero dei nuovi movimenti religiosi. Il filosofo italiano Salvatore Natoli ha definito il fenomeno del neopaganesimo come caratterizzato da una ricerca di salvezza scevra dalla fede e un'etica dell'aldiqua e del finito. Vari neopaganesimi hanno visto un'ascesa repentina in Europa nei primi decenni del XXI secolo in stretto rapporto con le destre politiche tradizionaliste, nativiste e identitarie.

## Definizioni

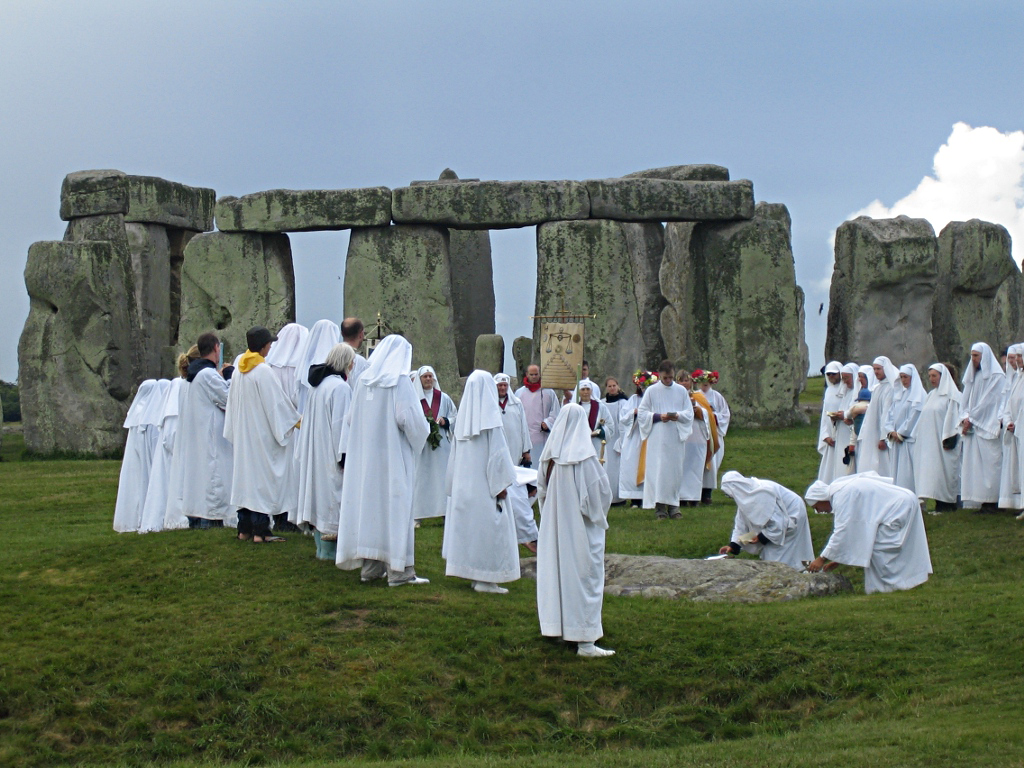
Rito druidico celebrato a Stonehenge, Amesbury, Inghilterra.

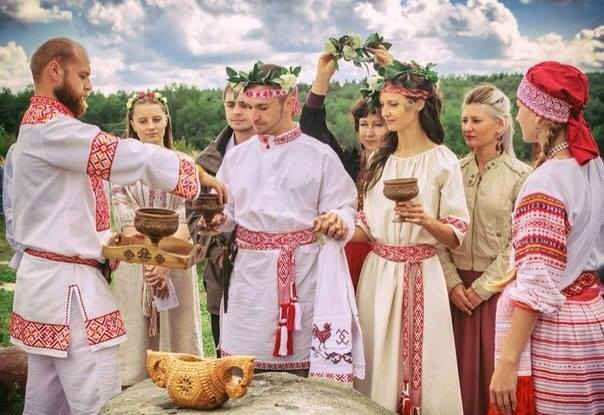
Russi uniti in matrimonio con rito rodnovaro.

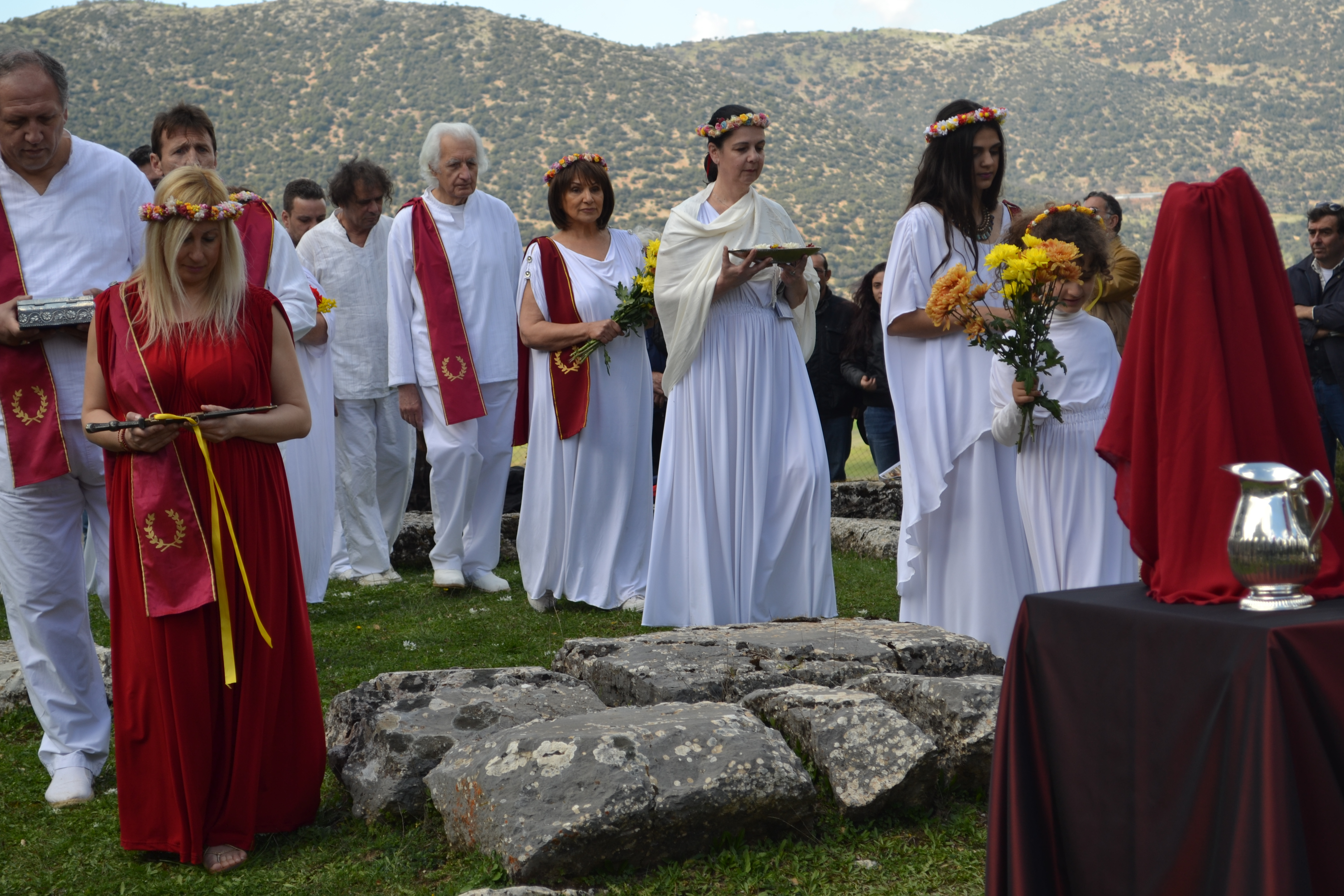
Rito condotto in Grecia da una comunità ellenica del Consiglio Supremo degli Ellenici Etnici (YSEE).

### Etimologia
Il termine "pagano" deriva dal latino pāgānus, indicante in epoca romana l'abitante del "pago" (pāgus), una tipologia di villaggio di campagna relativamente autonomo dal punto di vista amministrativo. La parola pagus, significante "regione", "insediamento", "stabilimento" e "genìa", indicava i villaggi intesi come "compagini", comunità coese costituite da famiglie spesso genealogicamente imparentate e in quanto tali rendenti culto agli stessi dèi e antenati, e "pagano" indicava i "civili" inquadrati come membri di tali comunità di villaggio in contrapposizione al concetto di "urbano" cosmopolita. Termini vicini, o quasi sinonimi, di "pago" e "pagano" erano gens ("gente", "genìa") e gentilis ("gentile") e natio ("natura", "nazione") e nationalis ("nativo", "nazionale"). Anche la parola "paese" dell'italiano odierno deriva da pagus nella forma aggettivale pagensis. La radice indoeuropea è *pak-, *pag-, indicante l'essere "fermo", "stabile", "stante", ed è la stessa di pāx ("pace") nonché dei verbi pācō, pācāre, pācāvī, pācātum ("pagare", "appagare"; rendere "pago", "pacato", "appagato") e pangō, pangere, pepigī, pāctum ("fissare", "stabilire", "pattuire").
Con la formazione del cristianesimo (latino: christianismus, catholicismus, i.e. "universalismo") nell'Impero romano, gli autori cristiani iniziarono a utilizzare il termine civico "pagano" in un'accezione religiosa per indicare coloro che non desideravano convertirsi alla nuova dottrina universale cosmopolita e abbandonare le religioni etniche, native e gentilizie, "paganesimo" (latino: paganismus), in quanto questi risiedevano soprattutto nei centri rurali, lontani dai centri urbani nei quali il cristianesimo veniva formulato. Il termine assunse coi secoli un significato neutro, essendo il paganesimo nel frattempo scomparso, e tecnico, venendo usato in ambito accademico per indicare le religioni dell'età antica.

### Movimenti etnico-tradizionali e sincretico-innovativi

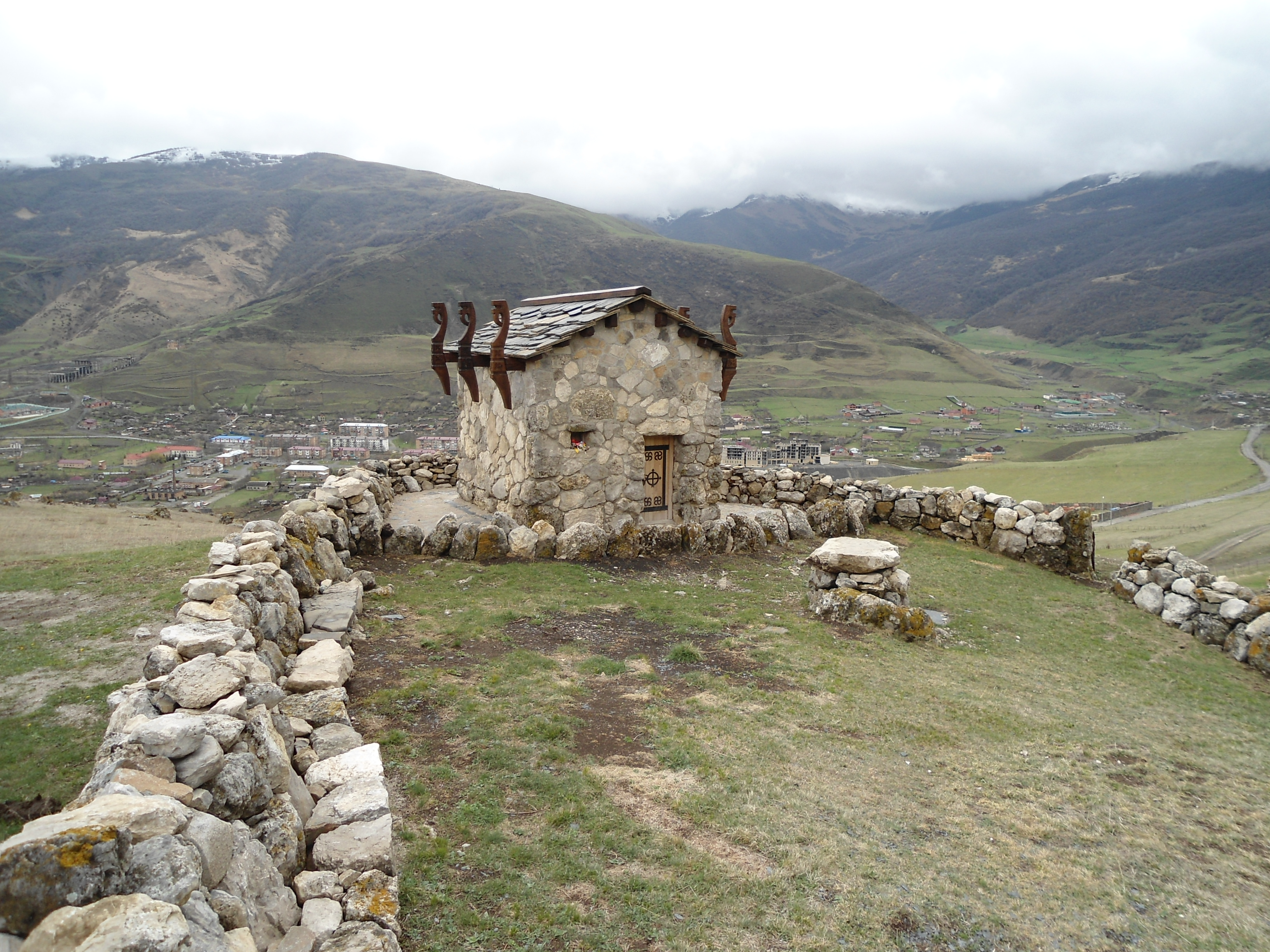
Tempio di Tkhost, dedicato a Uastyrdzhi, nella Gola di Kurtat, Vladikavkaz, Ossezia Settentrionale-Alania, Russia. Si tratta di un tempio dell'assianesimo scitico praticato dagli osseti, in continuità più o meno diretta con l'antica religione degli sciti.

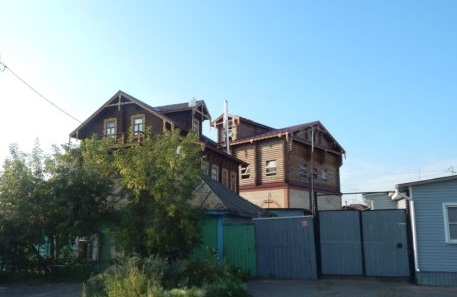
Sede principale dell'ynglismo di Omsk, Russia, una corrente sincretico-innovativa della rodnoveria slava.

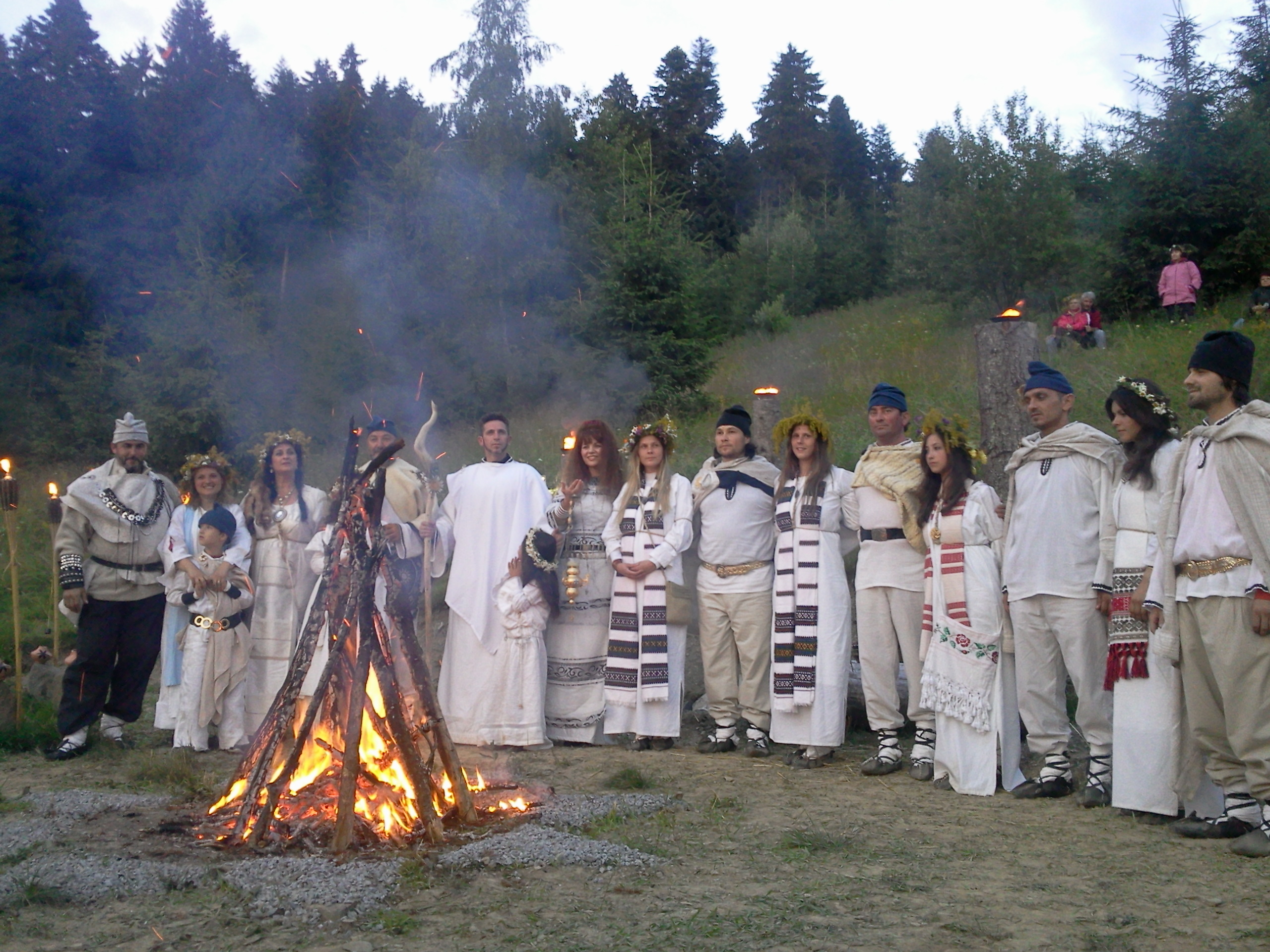
Rito del fuoco condotto da un gruppo zalmoxiano al Tempio di Detunata in Romania.

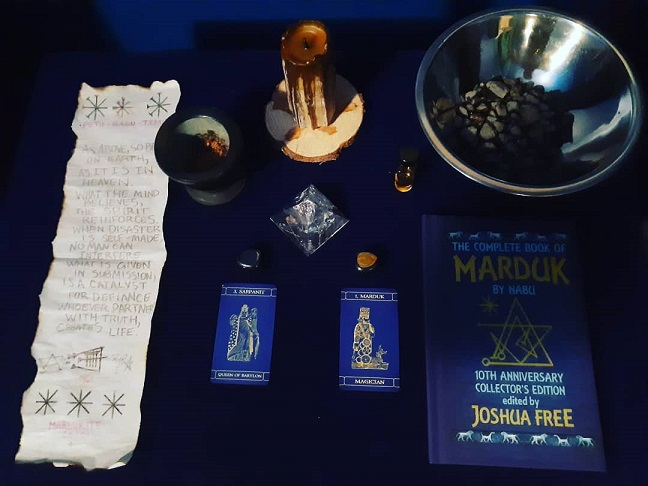
Altare per il culto privato di un seguace dello zuismo mardukita, una corrente dello zuismo fondata dall'esoterista statunitense Joshua Free.

L'autorevole Merriam-Webster's Encyclopedia of World Religions curata da Wendy Doniger definisce "neopaganesimo" come recupero e reinvenzione delle antiche religioni etniche e tradizionali dell'Europa e del Medio Oriente; come segue:
Il sito adherents.com, che si occupava di catalogare e comparare le religioni, dà la seguente definizione, più improntata al modello sincretico wiccano e della stregoneria moderna:
Solo recentemente il neopaganesimo è diventato un movimento con una visibilità e dimensione significativa. Statistiche sicure su scala globale non sono presenti, ma esso è sicuramente tra i movimenti in più rapida crescita. Stime riguardanti la sua dimensione variano da meno centomila a più di quattro milioni. Ricerche indipendenti e stime governative non corrispondono alle stime più alte fornite dalle organizzazioni neopagane e wiccane stesse, e vi sono molte ragioni per ciò.
Ci sono due motivazioni principali per cui si potrebbe obiettare che il neopaganesimo non andrebbe catalogato tra le maggiori religioni mondiali:
1) Si può affermare che il neopaganesimo non sia una religione singola, ma un termine collettivo per molte religioni diverse. Tuttavia a un esame più attento del movimento, si trova che pur traendo spunto da così tante fonti diverse, come la stregoneria europea, la mitologia nordica, il druidismo o le antiche religioni egizie, greche e nativo-americane, il neopaganesimo presenta nel suo insieme un gruppo di valori generalmente condivisi e una cultura coesiva identificabile più che quelli che dovrebbero accomunare cristianesimo, islam ed ebraismo.
2) Si può affermare che il neopaganesimo vada classificato all'interno delle religioni indigeno-primitive. Tuttavia, pur avendo radici in religioni etniche o primitive il neopaganesimo è qualcosa di distinto, che può chiaramente far risalire la maggior parte della sua identità ai principii gardneriani introdotti negli anni '30. Il neopaganesimo si distingue dalle religioni etnico-primitive delle antiche società pre-industriali esattamente come il buddhismo ha le sue radici nell'induismo ma si distingue da esso.»
La differenza tra le due definizioni dipende dal fatto che molti movimenti che rientrano soprattutto nella prima delle due, detti etnico-tradizionalisti o ricostruttivi (o ricostruzionisti), rifiutano il prefisso neo ("nuovo"), preferendo definirsi semplicemente come "pagani" o con terminologie specifiche (e.g. assianesimo scitico, druidismo celtico, ellenismo greco, etenismo germanico, kemetismo egiziano, rodnoveria slava, via romana agli dèi, zuismo mesopotamico, etc.), mentre, per contro, movimenti che rientrano nella seconda delle due, detti sincretico-innovativi o eclettici (come wicca e stregoneria moderna, ma anche molti gruppi druidisti, eteni, kemetici, zuisti, etc., raramente i movimenti dell'Europa orientale), rivendicano la denominazione di "neopagani", in quanto, pur ispirandosi alle antiche religioni pagane, sono consapevoli del fatto che il loro approccio alla dimensione religiosa sia diverso e nuovo rispetto a quello delle religioni antiche, che non si possono far rivivere identicamente a quali erano nel passato.
Il neopaganesimo dunque consiste in una macrocategoria che spazia da religioni che rivendicano l'eredità e la continuità nella tradizione con le religioni dell'età antica (questi sono soprattutto i movimenti di ispirazione etnico-tradizionale, come assiani scitici, druidisti celtici, elleni greci, eteni germanici, kemetici egiziani, rodnovari slavi, romani italici, zuisti mesopotamici, etc.), sebbene spesso si riconoscano come inevitabili contaminazioni e adattamenti ai tempi moderni, a sistemi di credenza e culto interamente nuovi e spesso eclettico-sincretici (come wiccani e stregoni moderni, ma anche molti gruppi all'interno delle religioni etnico-tradizionali).
Gli studiosi del fenomeno hanno rilevato come i movimenti etnico-tradizionalisti siano prevalenti in Europa, mentre i movimenti più eclettico-sincretici come la wicca, che pongono poca importanza sull'etnia e sulla tradizione, siano prevalenti nell'America settentrionale e in generale nel mondo anglofono. I neopaganesimi etnici europei si sono affermati, in generale, come risposte al senso di perdita di identità culturale dei popoli europei, erosa da ideologie straniere, globalizzazione e cosmopolitismo.
Le differenze e le comunanze tra i due estremi dello spettro denominabile come "neopaganesimo" possono essere quindi riassunte come segue:
- I tradizionalisti tendono a focalizzarsi maggiormente sul culto degli antenati, della stirpe, del genius loci, delle divinità etniche o della terra d'origine. Gli innovatori si focalizzano maggiormente sulla liturgia cerimoniale, sulla comunione con il divino (teurgia), sulla magia intesa come pratica religiosa.
- Gli innovatori pongono una forte enfasi sull'esperienza individuale e la crescita personale, tenendo in grande considerazione la gnosi singolare di ciascuno; verso il passato hanno un senso di rispetto, ispirazione e accettazione di ciò che è stato, prendendone esempio per costruire qualcosa di nuovo nel futuro. I tradizionalisti accentuano maggiormente lo spirito di gruppo, la comunità, l'ethnos, la ricreazione di uno spazio sacro antico, il recupero dei valori morali antichi, con l'obiettivo riportare al presente qualcosa che l'umanità ha perduto; accettano la gnosi personale solo fintantoché essa risulti funzionale a quella della comunità di appartenenza.
- Entrambi tradizionalisti e innovatori traggono ispirazione dalle religioni, miti e filosofie precedenti il cristianesimo, l'islam e l'ebraismo. Entrambi tradizionalisti e innovatori credono in teologie panteiste e politeiste focalizzate più sulla vita nell'aldiqua che sull'aldilà. Entrambi tradizionalisti e innovatori sono in qualche modo reverenti nei confronti della natura intesa come veicolo dello spirito divino vivente, e le principali festività sono perlopiù basate sugli eventi legati ai cicli stagionali della natura.
- Entrambi tradizionalisti e innovatori accettano l'idea che ciascun sentiero religioso possa essere valido, non hanno la pretesa di possedere una verità assoluta, e pertanto non sono particolarmente interessati al proselitismo volto alla conversione di altri popoli alla propria verità.

## Sviluppo storico

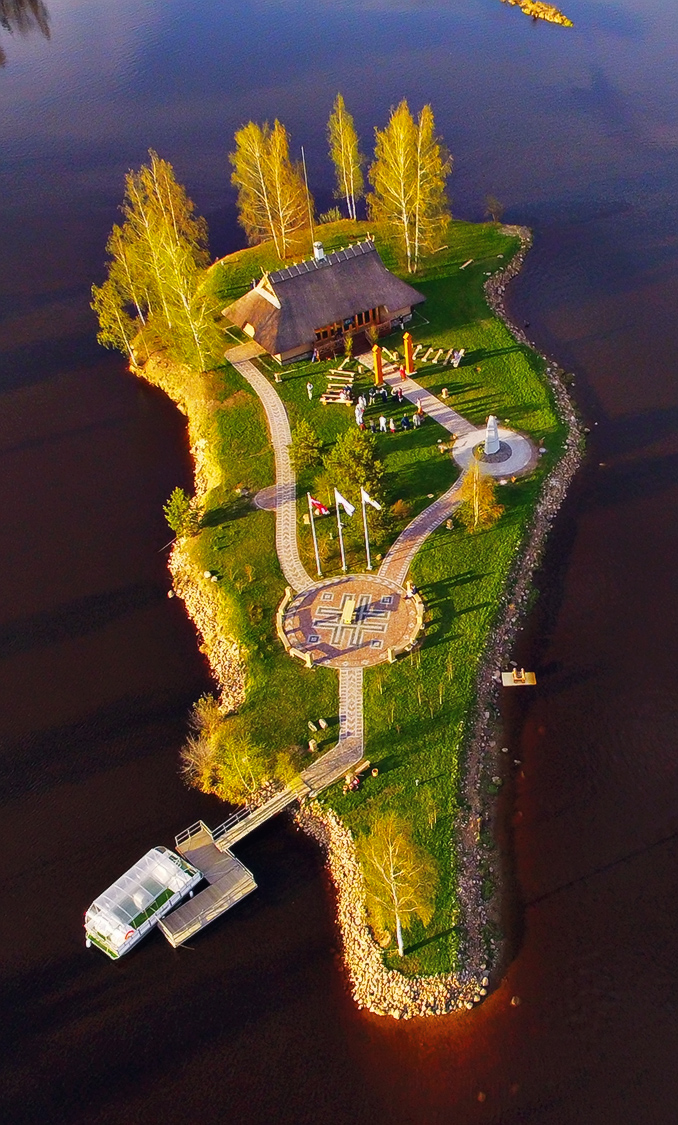
Santuario dievturi a Liepsalas, Klintaine, Pļaviņas, in Lettonia.

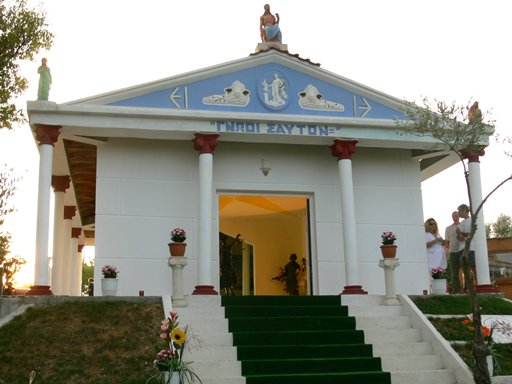
Tempio ellenico a Oraiokastro, Salonicco, Grecia.

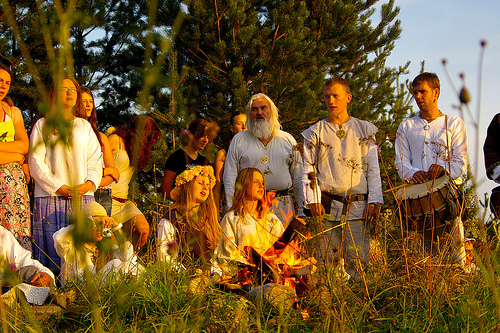
I Kūlgrinda, un gruppo musicale legato alla romuva lituana.

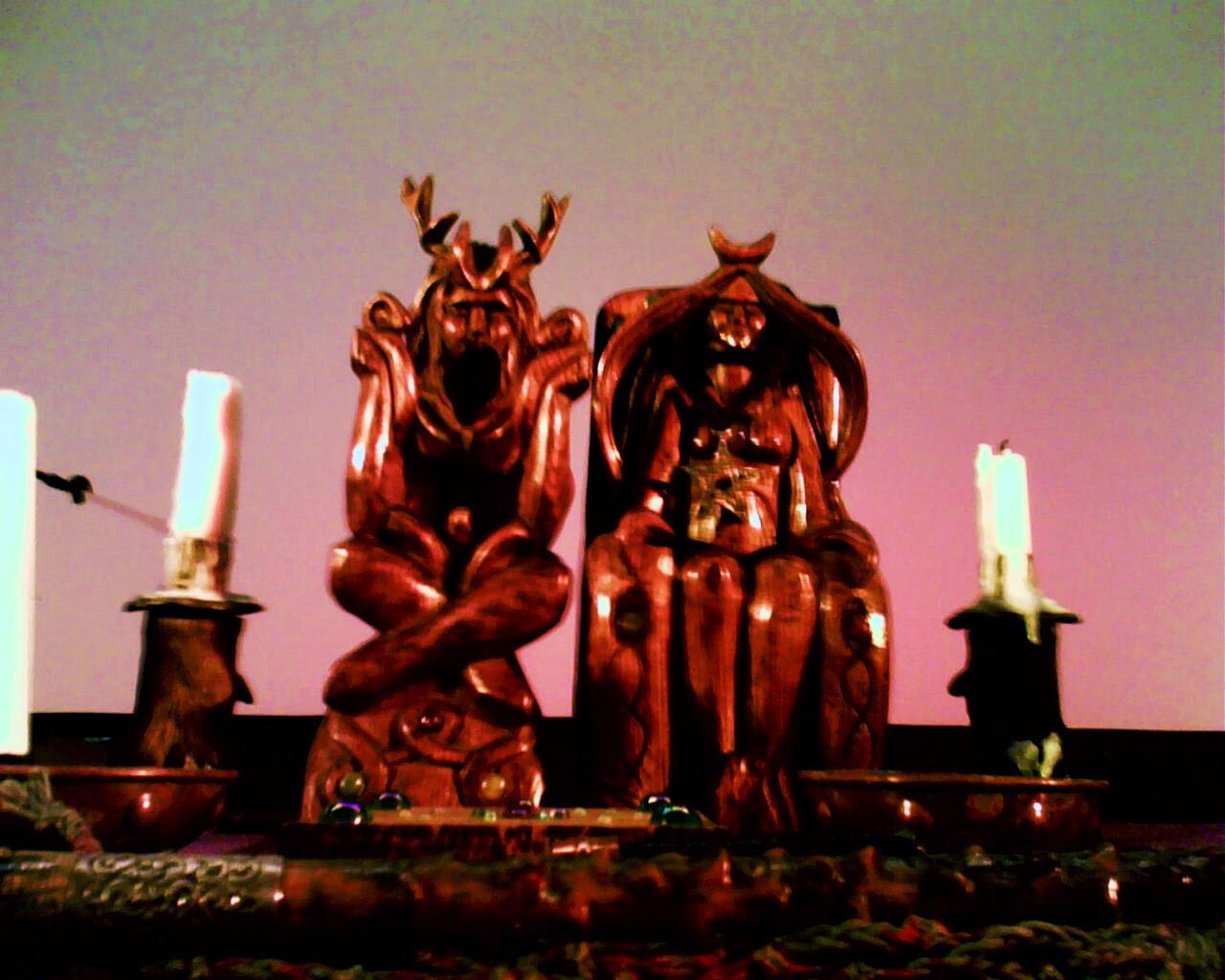
Storico altare wiccano appartenuto a Doreen Valiente, con le effigi del Dio e della Dea della teologia wiccana, personificazioni collettive dei principii maschili e femminili della divinità.

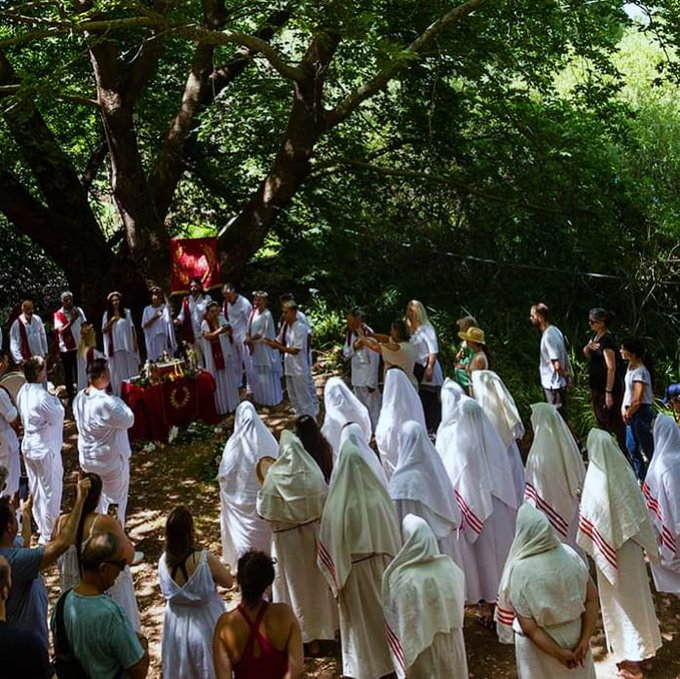
Rituale per il solstizio d'estate (2023), svolto in collaborazione tra YSEE e Pietas Comunità Gentile

I fenomeni di neopaganesimo o revival di paganesimo, sono presenti in tutta la storia. Gia nel rinascimento il teologo bizantino Giorgio Gemisto Pletone, apertamente pagano, ebbe grande influenza su Cosimo de' Medici e Marsilio Ficino che iniziarono l'accademia neoplatonica di firenze, facendo da catalizatore per il Rinascimento dove infatti si nota una rivalorizzazione dei temi classici, quali eroi e dei della mitologia Romana e Greca. 

A Roma, intorno alla metà del Quattrocento, Pomponio Leto (alunno di Gemisto Pletone) crea l'Accademia Romana, di cui è nota la celebrazione rituale del Natale di Roma il 21 aprile, l'evidenza archeologica di alcune iscrizioni scoperte nell'Ottocento, la restaurazione del Pontificato Massimo, detenuto da Leto stesso.
Successivamente, dopo e durante la rivoluzione francese ci fu l'episodio dell'avvocato Gabriel André Aucler che si autoproclamò pontefice massimo, si fornì di vesti cerimoniali e iniziò a praticare riti romani nella sua abizatione.
Nel XIX secolo con l'emersione del romanticismo nell'Europa settentrionale, che portò all'efflorescenza di un interesse per le radici celtiche e germaniche in Gran Bretagna e in Scandinavia, e al movimento völkisch in Germania. Alcuni movimenti, per esempio il druidismo o i movimenti dell'ősmagyar vallás ungherese, affondano le radici anche nel XVIII secolo e nelle spinte illuministiche di critica negativa al cristianesimo e ricerca di vie a esso alternative, e nel XIX secolo, nel recupero della moralità antica effettuato da artisti, letterati e filosofi come Friedrich Nietzsche. Il recupero della religione germanica, l'etenismo, prese corpo con l'affermarsi del nazionalismo ottocentesco e la spinta di questo a consolidare le identità nazionali attraverso lo studio delle origini etniche dei popoli e il recupero, anche artificioso, delle loro culture più autentiche tramite la valorizzazione del folklore intrecciata a dottrine occultistiche, soprattutto di derivazione teosofica.
Mentre in Germania emersero le prime forme di etenismo di tipo ariosofico, in Gran Bretagna sorsero il druidismo e organizzazioni di carattere occultistico sincretico quali l'Ordine Ermetico dell'Alba Dorata e l'Ordo Templi Orientis, che attingevano dall'esoterismo di culture religiose diverse, inclusa quella egizia e la cabala ebraica. Influenzati da The Golden Bough di James George Frazer, vari intellettuali e artisti furono coinvolti in questi movimenti, inclusi William Butler Yeats, Maud Gonne, Arthur Edward Waite e Aleister Crowley, fondatore della dottrina occultistica della thelema incentrata sulla magia cerimoniale.
In Italia, il sorgere del nuovo Stato nazionale italiano fu l'occasione per esponenti della massoneria ed ambienti esoterici anticlericali della capitale di veicolare di alcune forme rituali pagano-romane nella società, tra cui Giacomo Boni (ara graminea sul Palatino, ludus Troiae, ecc.). Di seguito a contribuire alla rinascita pagana moderna furono ad esempio Julius Evola (studioso di tradizionalismo, buddhismo, magia e tantra, nonché intellettuale fascista), secondo cui però la massoneria aveva snaturato l'autentica spiritualità pagana, e Arturo Reghini.
Negli anni '20 del XX secolo, l'antropologa Margaret Murray sostenne la continuità di un'antica religione praticata in segreto, incarnata dalla stregoneria medievale e sopravvissuta alla cosiddetta "caccia alle streghe" avvenuta tra i secoli XV e XVIII. Gli studiosi moderni rigettano in buona parte le tesi della Murray, di cui è storicamente provata l'infondatezza e che erano basate sui verbali degli interrogatori degli accusati di stregoneria e sulle informazioni contenute nei manuali per la caccia alle streghe: le prime fonti furono probabilmente prodotte sulla base delle seconde. La tesi della Murray fu rilanciata negli anni '50 del XX secolo dagli studi dell'archeologa lituana Marija Gimbutas e del letterato britannico Robert Graves.
Sulle basi dell'occultismo britannico e delle ricerche della Murray, della Gimbutas e di Graves, negli stessi anni '50 il funzionario pubblico inglese Gerald Gardner affermò di essere stato iniziato nella New Forest Coven a una religione segreta derivante dalla stregoneria medievale ad opera di una sacerdotessa conosciuta come Old Dorothy. Gardner elaborò le dottrine e le pratiche apprese nel gruppo, e le rese pubbliche nel 1954 con la pubblicazione di Witchcraft Today, seguito nel 1959 da The Meaning of Witchcraft, dando origine al movimento "wicca" (inglese antico per "stregone"). Gardner trascorse gran parte della sua vita nell'Asia sud-orientale, dove ebbe modo di approfondire dottrine e pratiche orientali, che secondo alcuni avrebbero avuto un'influenza sulla nuova religione da lui fondata.
Gli anni '60 e '70 del XX secolo videro la nascita di nuovi movimenti dell'etenismo germanico in Islanda, Scandinavia e parallelamente nel mondo anglofono, il prendere corpo indipendentemente di altri movimenti etnico-tradizionalisti, come lo zuismo mesopotamico in Ungheria e l'ellenismo in Grecia, e gli anni '80 videro il configurarsi in una fisionomia più determinata del vasto movimento della rodnoveria slava e di altri neopaganesimi etnico-tradizionalisti come l'assianesimo scitico nell'Europa orientale che viveva gli ultimi anni dell'Unione Sovietica. Nel mondo anglofono continuò inoltre a diffondersi la wicca, insieme a numerosi altri movimenti religiosi parte della nuova spiritualità cosiddetta New Age. Durante questa fase, in aggiunta alle influenze precedenti subentrò la teoria degli archetipi sviluppata da Carl Jung.
Nel 1998 Nasce l'ECER con l'intento di salvaguardia delle religioni precristiane o ricostruzioniste. Alcune delle organizzazioni aderenti a questo ente hanno contribuito alla rinascita del paganesimo provvedendo alla costruzione di templi e organizando riti ed eventi in collaborazione fra diverse organizzazioni.
Nei primi decenni del XXI secolo, i neopaganesimi più tradizionalisti in Europa (come etenismo/wotanismo, fede ungherese, Rodnoveria e in parte anche la Via romana agli dèi fino agli anni 2000) si sono sviluppati in una progressiva saldatura con le destre politiche nativiste e identitarie.
Nello sviluppo dei neopaganesimi in Occidente ha avuto una certa importanza l'incontro con le culture dell'Oriente. A tal proposito, scrisse la sacerdotessa wiccana Vivianne Crowley in un suo saggio:
(Phoenix From the Flame: Living as a Pagan in the 21st Century, 1995, pp. 49–51)

## Religioni neopagane
A seguire, una lista di religioni classificate come "neopaganesimi":
- Assianesimo scitico;
- Chiesa nativa polacca
- Dievturiba lettone;
- Druidismo e celtismo;
- Ellenismo greco;
- Etenismo germanico;
- Hetanesimo armeno;
- Kemetismo egiziano;
- Ősmagyar vallás ungherese;
- Paganesimo Naturale
- Paganesimo secolare
- Rodnoveria slava;
- Romuva lituana;
- Taaraismo-maausk estone;
- Via romana agli dèi;
- Wicca, esoterismo pagano e culti sincretici-eclettici
- Vecchia Religione, stregheria italiana[35]
- Zalmoxianesimo rumeno;
- Zuismo mesopotamico e cananaico.

### Assianesimo scitico

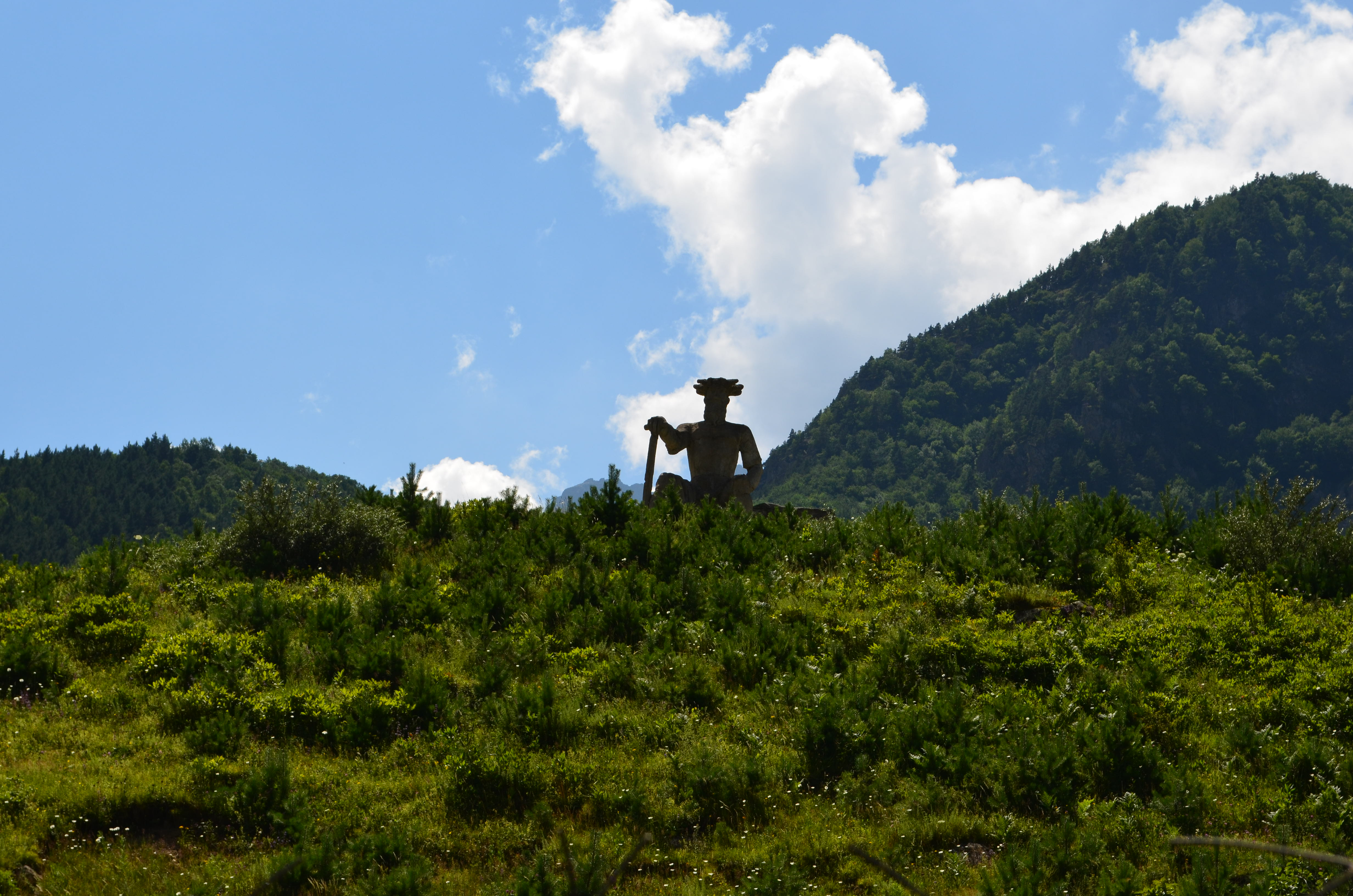
Statua di Æfsati, il dio osseto degli animali, patrono dei cacciatori, sui monti dell'Ossezia.

L'assianesimo (in russo ассианство assianstvo) o neopaganesimo scita è un nuovo movimento religioso basato sulla religione popolare tradizionale degli osseti, discendenti moderni degli sciti delle tribù alane, che si crede sia una continuazione dell'antica religione scitica. La religione è nota come "assianesimo" tra i suoi praticanti russi (la cui radice as od os è un antico nome degli alani, da cui è possibile che i greci antichi trassero il toponimo "Asia", e che è preservato come radice anche nello stesso etnonimo "osseti"), e come uatsdin (уацдин), ætsæg din (æцæг дин; entrambi significanti "vera fede"), æss din (æсс дин, resa osseta di "assianesimo"), o semplicemente iron din (ирон дин, "fede osseta") dagli osseti nella loro lingua.
Tale religione iniziò a essere recuperata tra gli osseti in maniera cosciente e sistematica dagli anni '80 del XX secolo come parte di un più ampio recupero della loro identità etnica. La religione assiana ha preso corpo nella forma di varie organizzazioni, soprattutto in Ossezia Settentrionale-Alania, repubblica della Russia, ma è anche presente in Ossezia del Sud e in Ucraina. Il Ciclo dei Narti costituisce le scritture centrali dell'assianesimo, dalle quali gli esponenti del movimento hanno tratto esegesi teologiche.

### Druidismo celtico

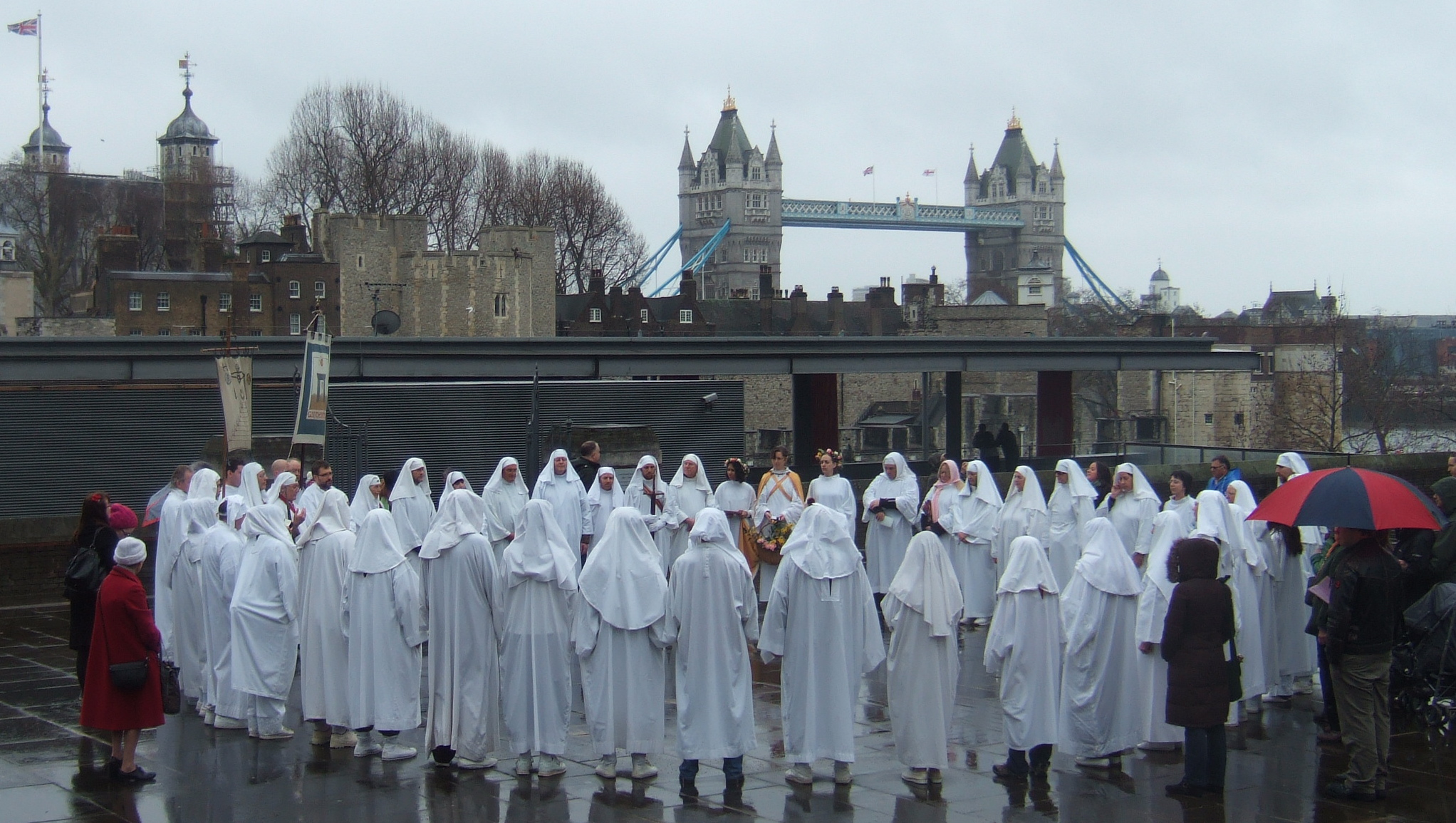
Rito druidico celebrato alla Tower Hill, Londra, Inghilterra.

Il druidismo o neopaganesimo celtico è un nuovo movimento religioso che reinventa la religione degli antichi celti, basata sulla sapienza dei druidi. Il primo movimento druidico e il primo gorsedd (confraternita di druidi) venne fondato nella seconda metà del XVIII secolo dal gallese Iolo Morganwg. Oggi ordini druidici e associazioni religiose druidiche sono presenti nelle Isole Britanniche, in Bretagna e nel resto della Francia, in diverse regioni della Spagna, in Austria e dagli anni '90 del XX secolo anche in Italia settentrionale.

### Ellenismo
L'Hellenismo, o Ellenismo, conosciuto anche come Religione Etnica Ellenica, Politeismo Ellenico, Dodecateismo, od Olimpianesimo è un movimento religioso detto "neopagano" (anche se i praticanti stessi rifiutano questa parola per descriversi) che rivivifica l'antica religione greca, che fu poi abolita, resa illegale e perseguita dall'imperatore romano Teodosio I tramite una serie di decreti, tra il 391 e il 392.
Il movimento è relativamente unificato e tendente all'approccio ricostruzionistico; l'ellenismo ha contribuito infatti all'emersione del fenomeno neoellenico, che tenta di ricostruire la cultura greca in tutta la sua weltanschauung, non solo religiosa ma anche social

### Etenismo germanico

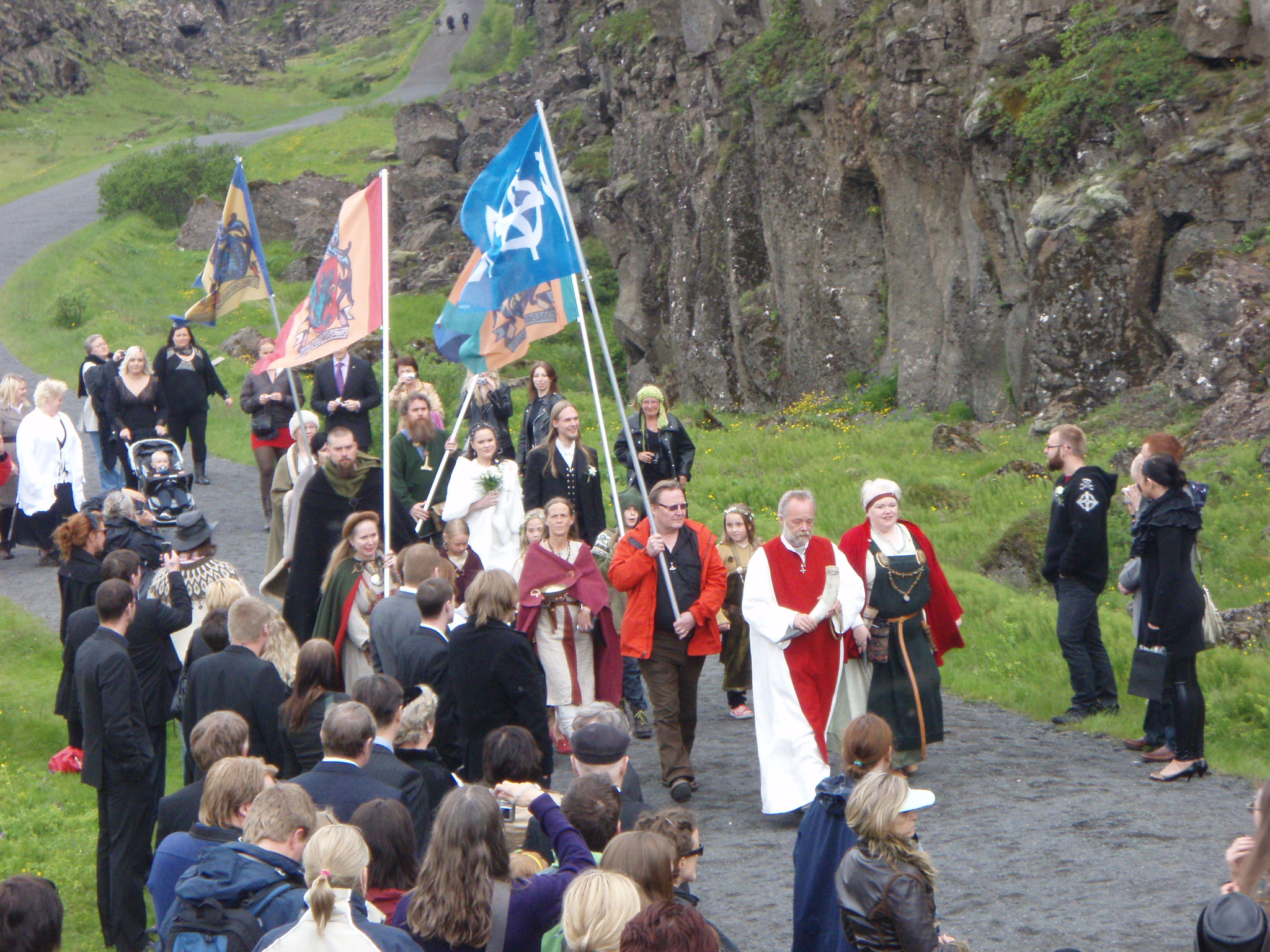
Gruppo di etenisti islandesi della Ásatrúarfélagið ("Sodalizio della Fedeltà Divina" o "agli Asi") si avvia a celebrare il Þingblót al Þingvellir.

L'etenismo (dall'inglese odierno heathen, medio hethen, antico hǣþen, lett. "abitante delle lande", i.e. "pagano", oppure "etnico", "gentile", già attestato nel gotico haiþn della Bibbia di Ulfila), detto anche odinismo o neopaganesimo germanico è l'insieme dei nuovi movimenti religiosi che si ispirano alle religioni dei germani pre-cristiani.
I seguaci, detti "eteni" o "etenisti", si affidano per le loro credenze e pratiche a documenti scritti relativi alla religione germanica, quali l'Edda in lingua nordica antica, il Beowulf in inglese antico, il Nibelungenlied in alto-tedesco medio, nonché sul folklore di periodi successivi dell'Europa germanica. Il wotanismo è la forma politicizzata dell'odinismo e legata al suprematismo bianco.

### Hetanesimo armeno

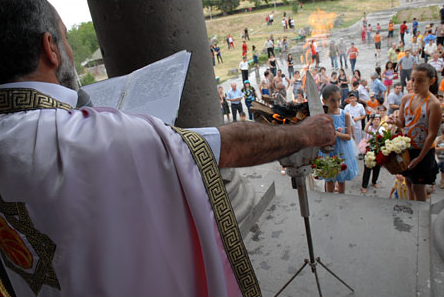
Sacerdote hetano officiante un rito al Tempio di Garni, Armenia.

L'hetanesimo o neopaganesimo armeno è un nuovo movimento religioso che recupera la religione etnica pre-cristiana degli armeni. I seguaci del movimento si chiamano "hetani" (dall'armeno հեթանոս hetanos, che significa "pagano", "etnico", "gentile", derivante come prestito dal greco ἔθνος, ethnos) oppure arordi, che significa "figli di Ari".
La rinascita del paganesimo armeno ha antecedenti nella prima metà del XX secolo, con l'idea della Tseghakron (Ցեղակրոն, "religione nazionale") del filosofo Garegin Njdeh. Il movimento assunse una forma istituzionale nel 1991, subito dopo il crollo dell'Unione Sovietica in una temperie di rinascita nazionale, quando l'armenologo Slak Kakosyan fondò l'"Ordine dei Figli di Ari" (Arordineri Ukht).

### Ősmagyar vallás ungherese

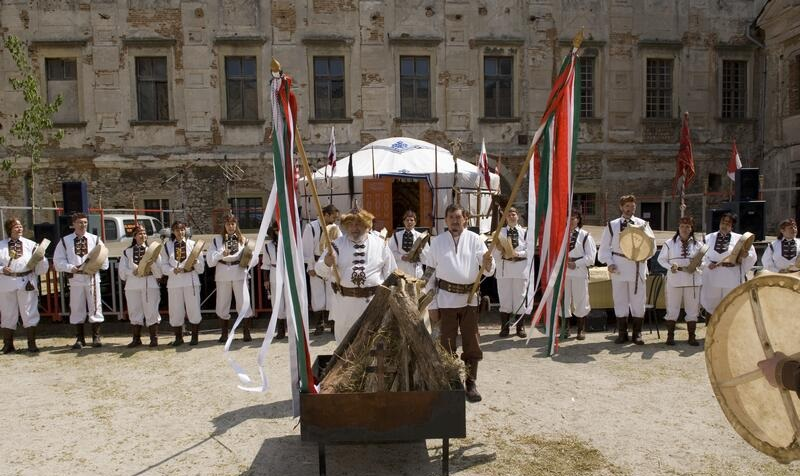
Táltos ungheresi impegnati in una cerimonia.

La ősmagyar vallás (espressione ungherese per "antica fede magiara") è il neopaganesimo ungherese, un nuovo movimento religioso che intende rappresentare una religione etnica per gli ungheresi, fondato soprattutto sul taltosismo (sciamanesimo ungherese), la mitologia antica e il folklore successivo. Il movimento ha origine nelle elaborazioni illuministiche e romantiche dei secoli XVIII e XIX, e nell'etnologia del primo XX secolo. La costruzione di una religione nazionale ungherese fu uno dei propositi del turanismo tra le due guerre mondiali (1930s–1940s), e successivamente movimenti di fede nativa ungherese fiorirono nell'Ungheria successiva al crollo dell'Unione Sovietica.
I confini tra le varie correnti della fede nativa ungherese sono determinati spesso dalle diverse idee portate avanti dalle singole correnti riguardo alle origini etnogenetiche degli ungheresi, che sono state storicamente materia di dibattito. Il consenso accademico stabilito è che gli ungheresi originarono tra i popoli finno-ugrici. Alcuni gruppi di fede nativa ungherese, comunque, coltivano legami con le culture scitica, sumerica, turcica, e altre ancora.
Accanto alle elaborazioni sviluppate da circoli intellettuali, il movimento della fede nativa ungherese si è sviluppato anche a livello popolare guidato dal lavoro di singoli sciamani e neo-sciamani, i táltos, che sono diventati popolari in Ungheria dagli anni '80 del XX secolo in poi. Alcune organizzazioni di fede nativa ungherese sono supportate da partiti della destra politica, inclusi il partito Fidesz e il partito Jobbik.

### Rodnoveria slava

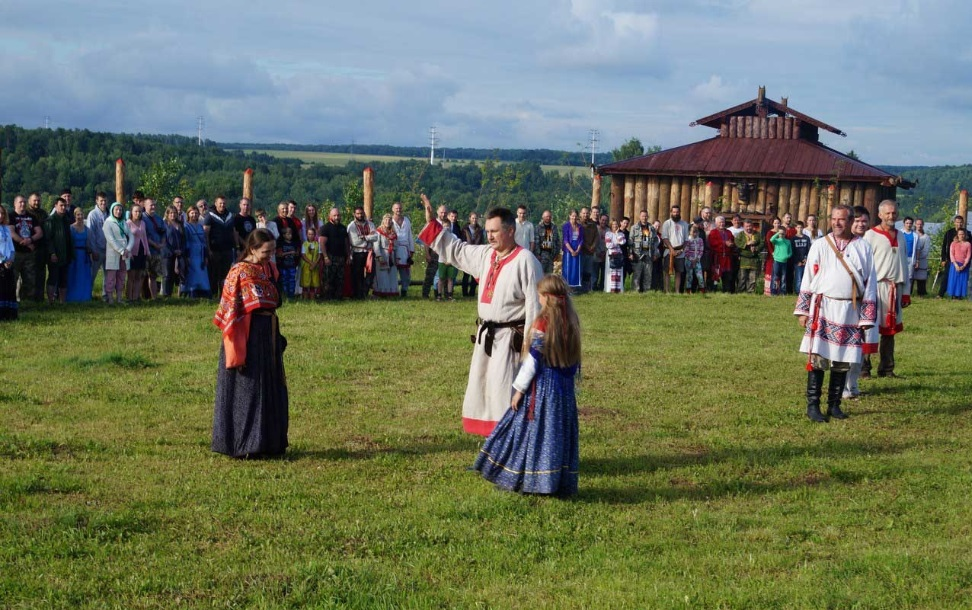
Festeggiamenti rodnovari per il Giorno di Perun, presso un tempio a Krasotinka, Kaluga, Russia.

La rodnoveria (in russo родноверие rodnoveriye, ucraino рідновір'я ridnovirya, lett. "fede nativa") o neopaganesimo slavo è un vasto ed eterogeneo nuovo movimento religioso che si propone come la continuazione contemporanea della religione indigena praticata dai popoli slavi prima che le loro classi dirigenti adottassero il cristianesimo come religione di Stato a partire dal X secolo. Essa è diffusa in Russia, Bielorussia e Ucraina. Conta più di 1 milione di fedeli, essendo così la religione neopagana più diffusa numericamente.
I rodnovari ritengono che la religione indigena slava non sia stata abbandonata repentinamente dalle popolazioni slave, tanto che il fenomeno della "doppia fedeltà" (dvoyeveriye), sia alla religione slava che al cristianesimo, è persistito fino alla modernità. L'interesse per il recupero della religione slava autentica ha le sue radici in tutto il periodo dell'Unione Sovietica, quando tale interesse influenzò le arti, la letteratura e la filosofia; la rodnoveria come movimento organizzato iniziò a formarsi durante l'ultima fase dell'Unione Sovietica, tra gli anni '70 e '80 del XX secolo, per espandersi in maniera visibile e considerevole degli anni '90 in poi.

### Paganesimo secolare
Il paganesimo secolare o paganesimo umanistico è una visione di neopaganesimo che sostiene virtù e principi associati al paganesimo antico, pur mantenendo una visione secolare del mondo.

### Via romana agli dèi

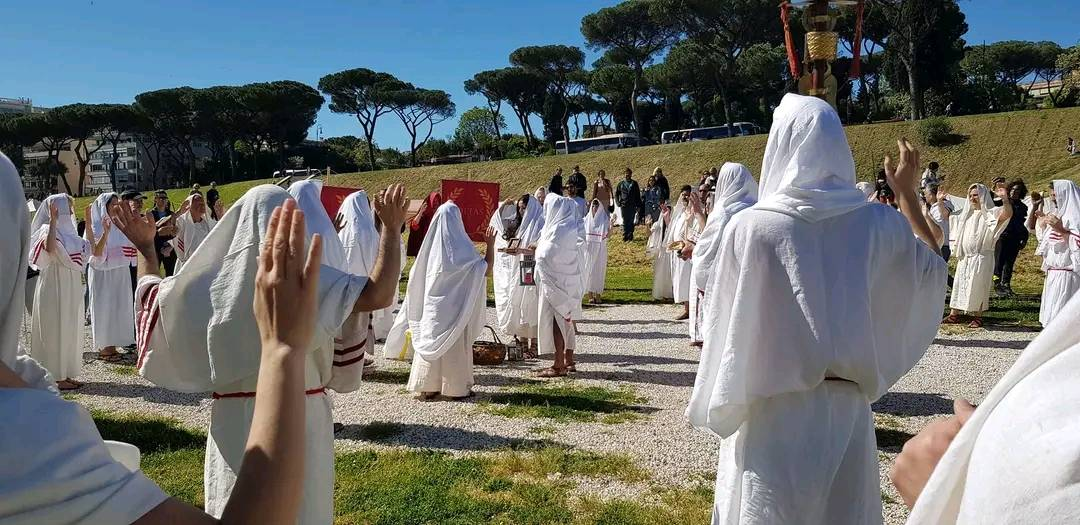
Rito ai numi tutelari di Roma in occasione del 2777 Natale di Roma. Svolto da Pietas Comunità Gentile

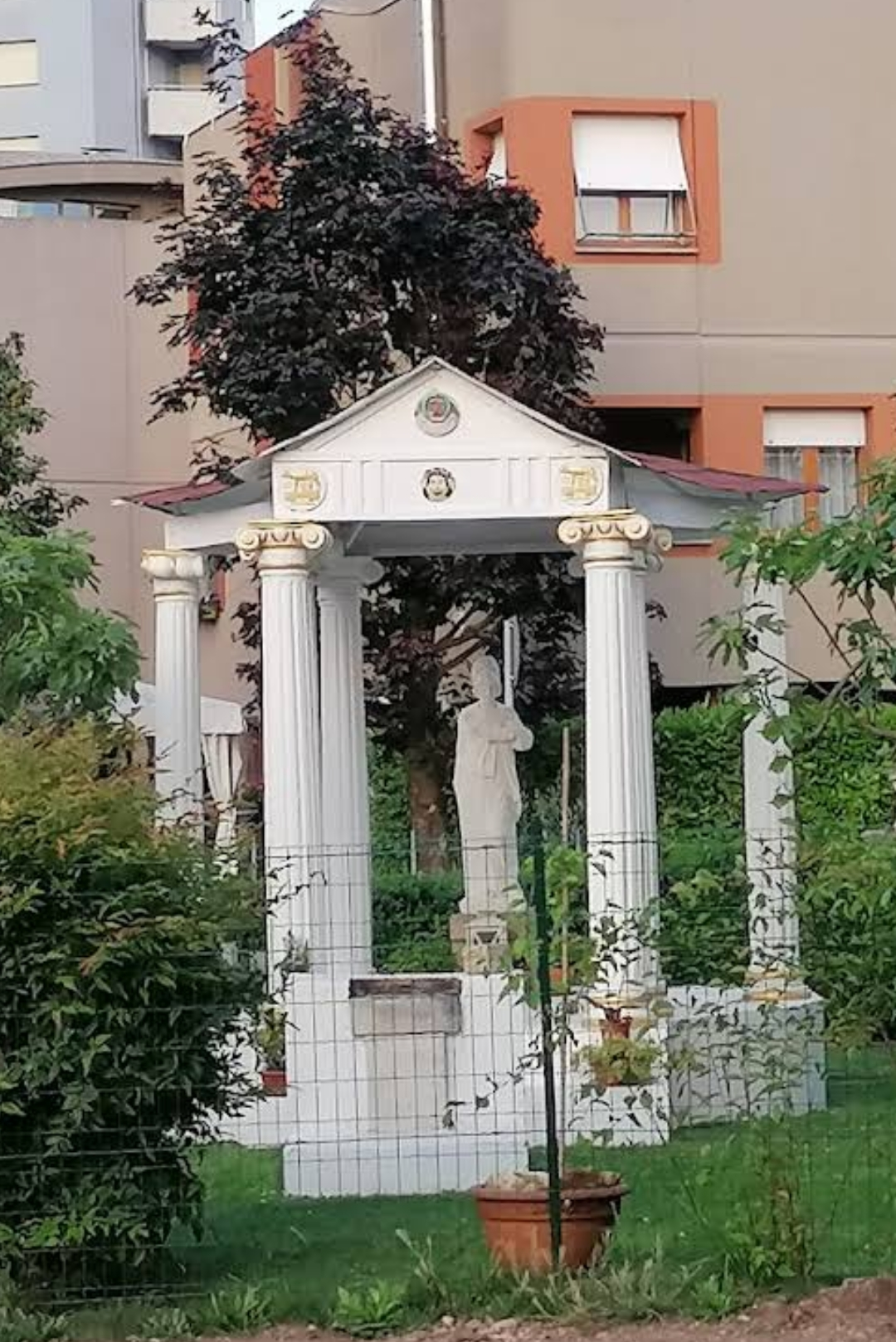
Tempio Gentile di Minerva Medica a Pordenone, costruito dall'Associazione Tradizionale Pietas

La via romana agli dèi, altrimenti detta tradizione romano-italica, tradizionalismo romano-italico o gentilità romano-italica, è la continuazione e riproposizione moderna e contemporanea della religione romana e italica (sincretizzata in epoca repubblicana e imperiale con culti greci e provinciali le cui divinità furono assorbite o identificate con quelle locali) attraverso pratiche tratte o adattate dalla documentazione storica dell'antica Roma. A volte è qualificata, per molti suoi seguaci impropriamente, come neopaganesimo romano-italico.
È praticata principalmente in Italia in forma sia individuale che comunitaria, anche in forma pubblica, da alcune centinaia di persone, raccolte in diverse associazioni. Gruppi minori esistono anche in altri paesi europei e in Nord America.

### Wicca
La wicca, che più raramente viene anche definita come "antica religione", è un nuovo movimento religioso afferente al "neopaganesimo".
È considerata una religione o un percorso spirituale di tipo misterico-magico, che venera principalmente il divino immanente, creduto presente nel mondo sotto infinite forme, spesso riassunte in un principio divino femminile, la Dea, e in uno maschile, il Dio, emanazioni dell'Uno, simmetrici ma complementari. Il loro incessante interscambio sta alla base del continuo divenire del mondo. La wicca celebra, pertanto, i cicli della natura.

### Zalmoxianesimo rumeno
Lo zalmoxianesimo è il neopaganesimo rumeno, un movimento che promuove la ricostruzione di una religione etnica per i rumeni attraverso una riconnessione con le loro radici daco-traciche. Il movimento prende il suo nome da Zalmosside (Zalmoxis), nome dell'archetipo dell'uomo sapiente divinizzato nell'antica religione daco-tracica e balcanica. Tra i promotori contemporanei dello zalmoxianesimo vi è il dacologo Octavian Sărbătoare, che ha anche proposto che esso possa diventare la religione ufficiale della Romania.

### Zuismo mesopotamico-cananaico

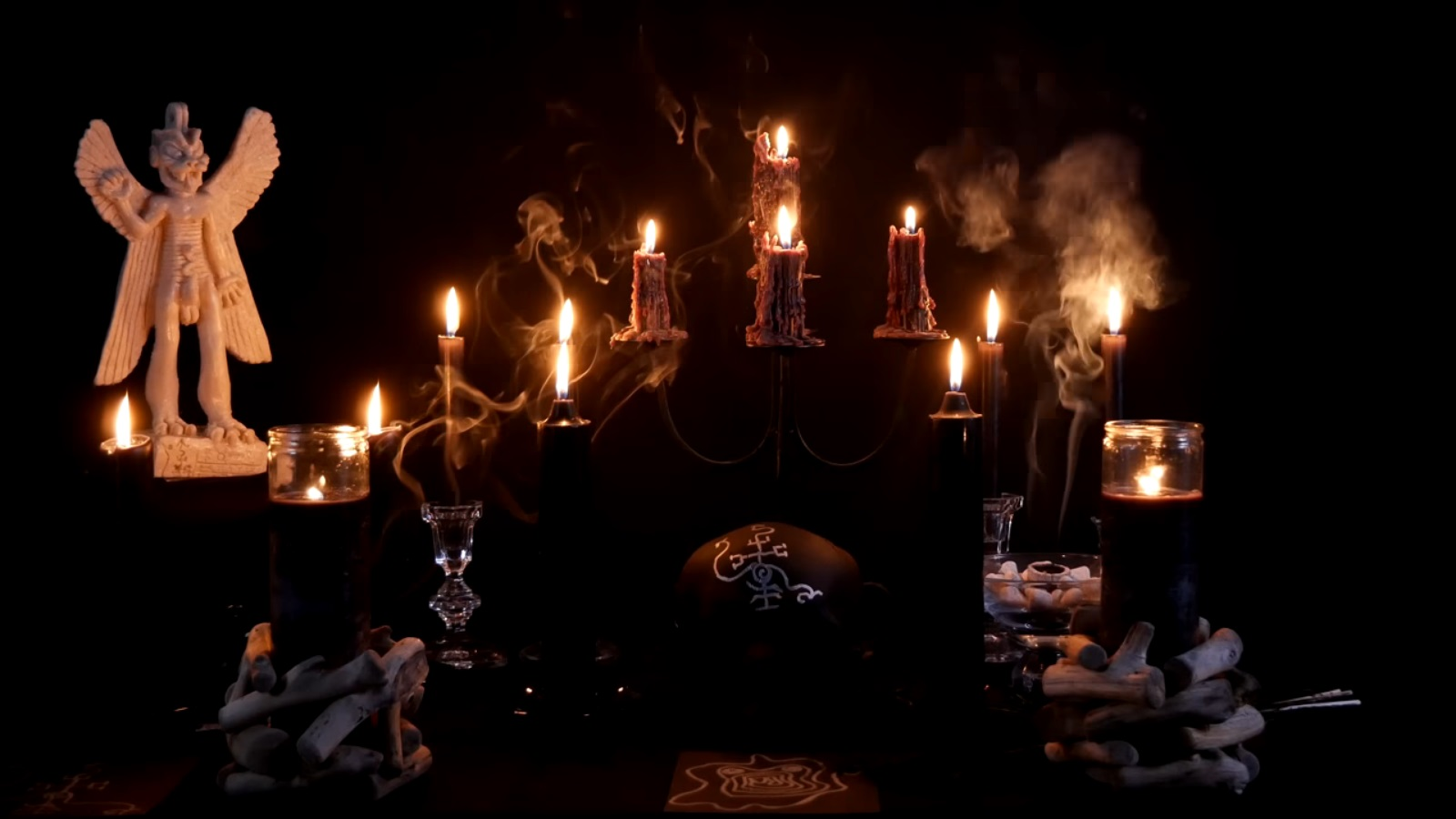
Altare zuista dedicato alla divinità assira Pazuzu.

Lo zuismo (dal sumero 𒍪 zu, "conoscenza") è il neopaganesimo mesopotamico-cananeo, basato sull'adorazione delle antichissime divinità della Mesopotamia e della Cananea.
Lo zuismo è emerso dapprima in Ungheria con la "Chiesa magiara" (Magyar Egyház) di tradizione sumera fondata negli anni '60 del XX secolo dall'assiriologo Ferenc Badiny Jós sulla base della Bibbia magiara da lui redatta, e sul lavoro di altri assiriologi quali Ida Bobula Tibor Baráth, Victor Padányi, e András Zakar. Negli anni 2000 si è sviluppato negli Stati Uniti nella forma dello "zuismo mardukita" (assiro-babilonese) fondato a inizio millennio da Joshua Free, in contemporanea al natib qadish (cananaico) nell'interpretazione di Tess Dawson. Nei primi anni 2010 una Chiesa zuista è stata fondata anche in Islanda.
Molti degli dèi mediorientali, inclusi il supremo Anu/El, la diade da esso procedente costituita da Enlil/Baal Hadad ed Enki/Yahweh/Yam/Dagon, le dee Inanna-Ishtar/Astarte, Anat/Elat, e altri, sono onorati anche in Israele (al posto dell'ebraismo con il rigido monoteismo di Yahweh), con seguaci zuisti indipendenti o associati a organizzazioni quali l'"Am Ha Aretz".

## Demografia e politica

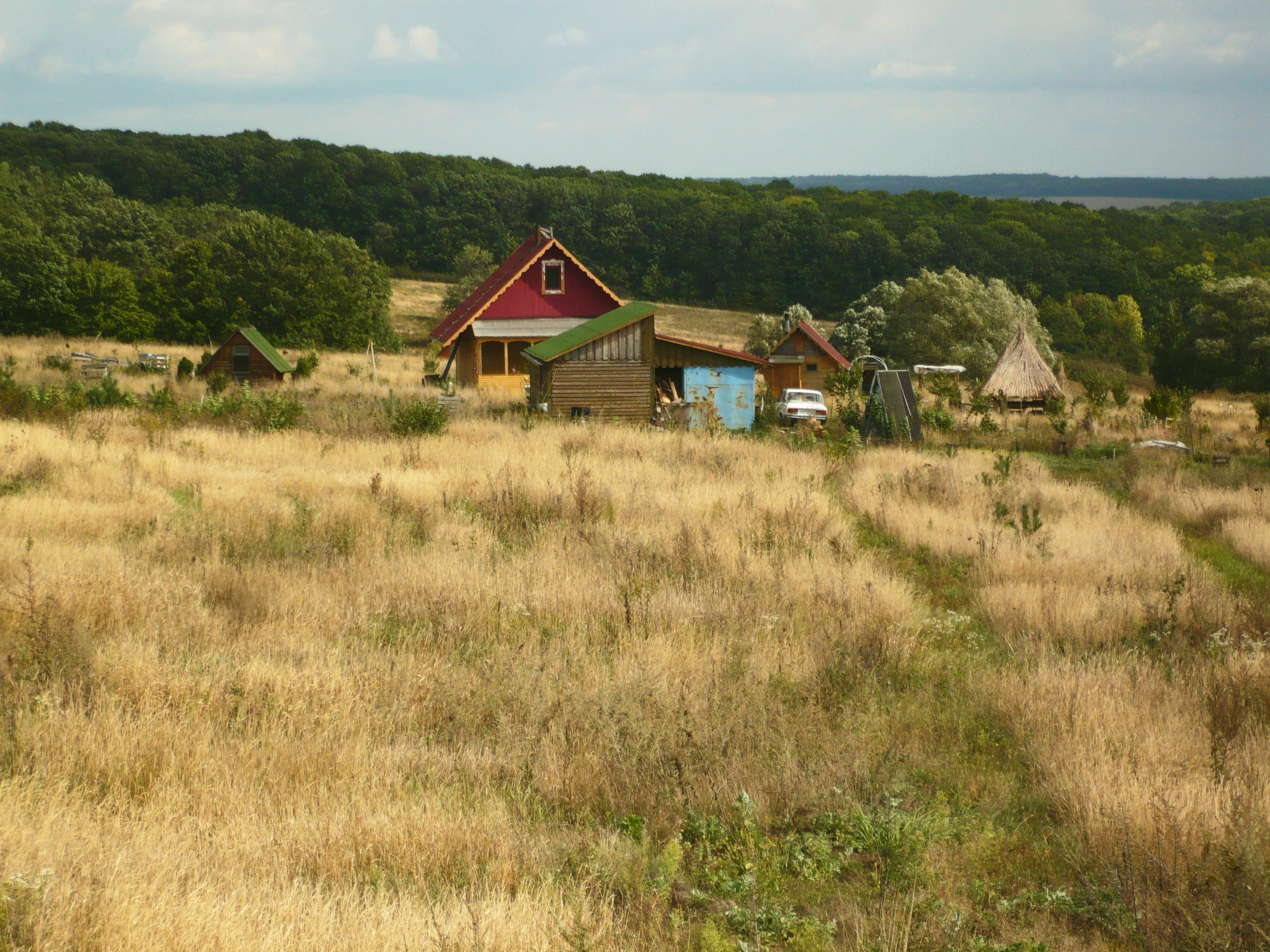
Casolare di un villaggio anastasiano nell'oblast' di Belgorod, Russia. L'anastasianesimo dei Cedri Sonori è una corrente della rodnoveria slava che pone enfasi sulla ricostruzione della società in "villaggi genealogici".

È difficile quantificare la diffusione dei neopaganesimi a causa delle differenti terminologie di cui i seguaci delle diverse religioni classificate dagli studiosi come parte di tale categoria fanno uso per identificare sé stessi; molti seguaci di tali religioni infatti non identificano sé stessi né come "pagani" né come "neopagani" ma con termini specifici.
L'"American Religious Identification Survey" condotto sulla popolazione degli Stati Uniti calcolò il numero dei neopagani nel paese nordamericano essere 8.000 nel sondaggio del 1990, e 307.000 nel successivo sondaggio del 2001 (di cui 134.000 wiccani, 33.000 druidisti e 140.000 aderenti ad altre religioni pagane). Un sondaggio del Pew Research Center del 2014 stimava i pagani essere tra 1 e 1.5 milioni negli Stati Uniti.
In Europa, il paese con la popolazione più numerosa di neopagani è la Russia: secondo i dati del censimento 2010, 1.7 milioni di cittadini russi si identificavano come "pagani", di cui la maggior parte aderenti al movimento della rodnoveria slava e al tengrismo turco-mongolo (quest'ultimo non necessariamente classificabile come "neopagano"), ma anche osseti aderenti all'assianesimo scitico (29% della popolazione dell'Ossezia Settentrionale-Alania) ed ebrei affiliati allo zuismo caldeo (3% degli ebrei russi).
In Italia, secondo il saggio La terra e l'istante. Filosofi italiani e neopaganesimo (2005) di Paul Gilbert, ordinario di filosofia teoretica all'Università Gregoriana di Roma, in ambito filosofico la "linea neopagana" è rappresentata principalmente da Massimo Cacciari, Umberto Galimberti, Salvatore Natoli, Emanuele Severino e Gianni Vattimo. Gli studi accademici sui neopaganesimi hanno ravvisato come dai primi decenni del XXI secolo le più tradizionaliste di tali religioni siano in ascesa in Europa in saldatura con l'estrema destra politica. A livello pan-europeo il neopaganesimo è rappresentato soprattutto dalla Nuova Destra del filosofo francese Alain de Benoist e dal Movimento Internazionale Eurasiatista del filosofo russo Aleksandr Dugin, che ha contribuito alla formazione di una "cornice filosofica pagana ultrarazionale transnazionale", alleata con la Chiesa ortodossa russa e l'islam, cui si rifanno molti movimenti della Nuova Destra. Una delle sintesi delle idee di Dugin sul paganesimo è il suo scritto The Metaphysical Factor in Paganism (1999).

### In italiano
- Dimitri, Francesco, Neopaganesimo. Perché gli dèi sono tornati, Roma, Castelvecchi, 2005, ISBN 88-7615-063-3.
- Faraoni, Francesco, Il neopaganesimo. Il risveglio degli dèi, Aradia, 2006, ISBN 88-901500-3-3.
- Gilbert, Paul, La terra e l'istante. Filosofi italiani e neopaganesimo, Rubbettino, 2005, ISBN 978-8849809862.
- Maurier, Henri, Paganesimo, in Poupard, Paul (a cura di), Dizionario delle religioni, Milano, Mondadori, 2007,  pp. 1365 ff, ISBN 978-8804566595.
- Natoli, Salvatore, I nuovi pagani, Lampi di Stampa, 2000, ISBN 88-428-0251-4.
- Natoli, Salvatore, La salvezza senza fede, Torino, Feltrinelli, 2007, ISBN 88-07-81948-1.

### In altre lingue
- (EN) Aitamurto, Kaarina, Rodnoverie, in World Religion and Spirituality Project, Virginia Commonwealth University, 2018.
- (EN) Aitamurto, Kaarina, The Rise of Paganism and the Far Right in Europe, in Oxford Research Encyclopedia of Religion, Oxford University Press, 2020, DOI:10.1093/acrefore/9780199340378.013.681.
- (RU) Antonyan, Yulia, «Воссоздание» религии: неоязычество в Армении, in Laboratorium, n. 1, San Pietroburgo, 2010,  pp. 103-128.
- (EN) Bakó, Rozália Klára; Hubbes, László-Attila, Religious Minorities' Web Rhetoric: Romanian and Hungarian Ethno-Pagan Organizations, in Journal for the Study of Religions and Ideologies, vol. 10, n. 30, 2011,  pp. 127-158, ISSN 1583-0039 (WC · ACNP).
- (EN) Blain, Jenny, Heathenry, the Past, and Sacred Sites in Today's Britain, in Strmiska, Michael F. (a cura di), Modern Paganism in World Cultures: Comparative Perspectives, ABC-CLIO, 2005,  pp. 181–208, ISBN 978-1-85109-608-4.
- (EN) David G. Bromley, Zuism (Iceland), in World Religion and Spirituality Project, Virginia Commonwealth University, 2018.
- (EN) Camus, Jean-Yves, Alain de Benoist and the New Right, in Sedgwick, Mark (a cura di), Key Thinkers of the Radical Right: Behind the New Threat to Liberal Democracy, Oxford University Press, 2019, ISBN 978-0190877583.
- (EN) Cooper, Michael T., The Roles of Nature, Deities, and Ancestors in Constructing Religious Identity in Contemporary Druidry, in The Pomegranate: The International Journal of Pagan Studies, vol. 11, n. 1, 2009,  pp. 58-73, DOI:10.1558/pome.v11i1.58.
- (EN) Crowley, Vivianne, Phoenix From the Flame: Living as a Pagan in the 21st Century, Thorsons, 1995, ISBN 978-1855381612.
- (EN) Cunliffe, Barry, Druids: A Very Short Introduction, Oxford University Press, 2010, ISBN 978-0199539406.
- (EN) Doniger, Wendy (a cura di), Neo-Paganism, in Merriam-Webster's Encyclopedia of World Religions, Merriam-Webster, 2000,  pp. 794-795, ISBN 0-87779-044-2.
- (EN) Dugin, Aleksandr, The Metaphysical Factor in Paganism, traduzione di Jafe Arnold, Eurasianist Internet Archive, 2019. Originariamente pubblicato in russo nel 1999.
- (EN) Feraro, Shai, The Return of Baal to the Holy Land: Canaanite Reconstructionism among Contemporary Israeli Pagans, in Nova Religio, vol. 20, n. 2, 2016,  pp. 59-81, DOI:10.1525/nr.2016.20.2.59.
- (EN) Foltz, Richard, Scythian Neo-Paganism in the Caucasus: The Ossetian Uatsdin as a 'Nature Religion', in Journal for the Study of Religion, Nature, and Culture, vol. 13, n. 3, 2019,  pp. 314-332, DOI:10.1558/jsrnc.39114.
- (EN) Gardell, Matthias, Gods of the Blood: The Pagan Revival and White Separatism, Durham e Londra, Duke University Press, 2003, ISBN 978-0-8223-3071-4.
- (EN) Gregorius, Fredrik, Modern Heathenism in Sweden: A Case Study in the Creation of a Traditional Religion, in Rountree, Kathryn (a cura di), Contemporary Pagan and Native Faith Movements in Europe: Colonialist and Nationalist Impulses, Berghahn, 2015,  pp. 64-85, ISBN 978-1-78238-646-9.
- (EN) Horrell, Thad N., Heathenry as a Postcolonial Movement, in The Journal of Religion, Identity, and Politics, vol. 1, n. 1, 2012,  pp. 1-14.
- (EN) Howell, Francesca Ciancimino, Bellisama and Aradia: Paganism Re-emerges in Italy, in Rountree, Kathryn (a cura di), Contemporary Pagan and Native Faith Movements in Europe: Colonialist and Nationalist Impulses, Berghahn, 2015,  pp. 261-284, ISBN 978-1782386469.
- (EN) Hutton, Ronald, The Triumph of the Moon: A History of Modern Pagan Witchcraft, Oxford University Press, 1999, ISBN 978-0-19-820744-3.
- Hutton, Ronald, Blood and Mistletoe: The History of the Druids in Britain, Yale University Press, 2009, ISBN 978-0300144857.
- (EN) Kaplan, Jeffrey, Radical Religion in America: Millenarian Movements from the Far Right to the Children of Noah, Syracuse Academic Press, 1997, ISBN 978-0-8156-0396-2.
- (EN) Kolozsi, Ádám, Social Constructions of the Native Faith: Mytho-historical Narratives and Identity-discourse in Hungarian Neo-paganism, Central European University, 2012.
- (HU) Kovács, Nóra, A diaszpóra visszavándorlásának ideológiai vonatkozásai Közép-Kelet Európában: Badiny Jós Ferenc Magyarországon, in Hungarian Diasporas, 2019.
- (EN) Lesiv, Mariya, The Return of Ancestral Gods: Modern Ukrainian Paganism as an Alternative Vision for a Nation, McGill-Queen's Studies in the History of Religion, vol. 2, McGill-Queen's Press, 2013, ISBN 978-0773589667.
- (EN) Lewis, James, The Oxford Handbook of New Religious Movements, Oxford University Press, 2003, ISBN 0-19-514986-6.
- (DE) Pokorny, Julius, Indogermanisches etymologisches Wörterbuch, Francke Verlag, 1959.
- (RU) Shizhensky, Roman V., Интервью с Х. Моргоевым, in Colloquium Heptaplomeres, V, Nizhny Novgorod, Minin University, 2018,  pp. 128-133, ISSN 2312-1696 (WC · ACNP).
- (EN) Shtyrkov, Sergey, Religious nationalism in contemporary Russia: the case of the Ossetian ethnic religious project (PDF), in Alapuro, Risto (a cura di), Understanding Russianness, Routledge, 2011,  pp. 232-244. URL consultato il 24 novembre 2021 (archiviato dall'url originale il 20 febbraio 2018).
- (EN) Snook, Jennifer, American Heathens: The Politics of Identity in a Pagan Religious Movement, Philadelphia, Temple University Press, 2015, ISBN 978-1-4399-1097-9.
- (EN) Strmiska, Michael F., Modern Paganism in World Cultures, in Strmiska, Michael F. (a cura di), Modern Paganism in World Cultures: Comparative Perspectives, ABC-CLIO, 2005,  pp. 1–53, ISBN 978-1851096084.
- (EN) Strmiska, Michael F.; Sigurvinsson, Baldur A., Asatru: Nordic Paganism in Iceland and America, in Strmiska, Michael F. (a cura di), Modern Paganism in World Cultures: Comparative Perspectives, ABC-CLIO, 2005,  pp. 127–179, ISBN 978-1-85109-608-4.
- (EN) Szilárdi, Réka, Neopaganism in Hungary: Under the Spell of Roots, in Aitamurto, Kaarina; Simpson, Scott (a cura di), Modern Pagan and Native Faith Movements in Central and Eastern Europe, Acumen, 2013,  pp. 230-248, ISBN 978-1844656622.
- (EN) Velkoborská, Kamila, The Brotherhood of Wolves in the Czech Republic: From Ásatrú to Primitivism, in Rountree, Kathryn (a cura di), Contemporary Pagan and Native Faith Movements in Europe: Colonialist and Nationalist Impulses, Berghahn, 2015,  pp. 86-109, ISBN 978-1-78238-646-9.
- (EN) von Schnurbein, Stefanie, Norse Revival: Transformations of Germanic Neopaganism, Leida, Brill, 2016, ISBN 978-1-60846-737-2.
- (FR) Jean-Joseph Gaume, La Revolution: recherches historiques sur l'origine et la propagation du mal en Europa, depuis la renaissance jusqu'a nos jours, vol. 2, Parigi, Gaume freres, 1856. Ospitato su Google Libri.